# Anoplophora medenbachii
Anoplophora medenbachii là một loài bọ cánh cứng trong họ Cerambycidae.